# Sint-Niklase SKE
Der Koninklijke Sint-Niklase Sportkring Excelsior war ein belgischer Fußballverein aus der ostflandrischen Stadt Sint-Niklaas. Der Verein, der drei Spielzeiten in der  ersten belgischen Liga und 47 Spielzeiten in der zweiten belgischen Liga antrat, ging 2000 im mittlerweile aufgelösten Sporting Lokeren auf.

## Geschichte
Der Verein gründete sich 1920 unter dem Namen Football Club Beerschot, änderte aber noch im selben Jahr den Namen in Voetbalvereniging Club Beerschot Sint-Niklaas. Im Juli 1922 registrierte sich der Klub offiziell beim belgischen Fußballverband unter dem Namen Sint-Niklase Sportkring. Ab 1926 nahm die Mannschaft am offiziellen Spielbetrieb teil und schaffte nach dem Zweitligaaufstieg 1943 in der Zweitliga-Spielzeit 1943/44 den Durchmarsch in die Eerste klasse. Kriegsbedingt fiel die folgende Spielzeit aus, so dass der Verein erst nach Ende des Zweiten Weltkriegs in der höchsten belgischen Liga aufspielen konnte. Nach einem 13. Tabellenplatz in der Debütsaison stieg der Klub am Ende der Spielzeit 1946/47 wieder in die Zweitklassigkeit ab.
Sint-Niklase SKE war in den folgenden Jahren Stammkraft in der Tweeden klasse, einzig 1962 bis 1964 sowie noch einmal in der Saison 1981/82 unterbrochen von kurzen Phasen in der Drittklassigkeit. 1984 stieg der Klub nochmals in die erste Liga auf, gemeinsam mit Mitaufsteiger Racing Jet Brüssel beendete die Mannschaft die Spielzeit 1984/85 jedoch auf einem Abstiegsplatz. 1987 stürzte der Klub wieder in die Drittklassigkeit ab. 1989 fusionierte der Klub mit dem Royal Excelsior Athletic Club Sint-Niklaas zum Koninklijke Sint-Niklase Sportkring Excelsior und stieg im Sommer des Jahres wieder in die zweite Liga auf, wo er bis 1996 spielte. Nach einem kurzen erneuten Aufenthalt in der Zweitklassigkeit stieg der Klub 1999 wieder ab. Im folgenden Jahr schloss sich der Klub mit Sporting Lokeren zusammen.